# Eale

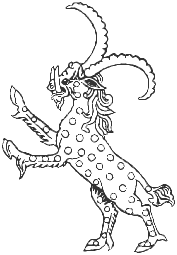
Imagen heráldica de un eale.

El eale (o centícora en un manuscrito francés, el Arsenal 3516) es un animal mitológico presente en la mitología europea. Se describe bien como una cabra con dos cuernos móviles (y dos colmillos). Originariamente se la sitúa en la India y su nombre podría provenir del hebreo יָעֵל (yael), que significa «cabra montés», o bien del griego ealên, que significa «volverse sobre sí mismo», en referencia a sus cuernos.

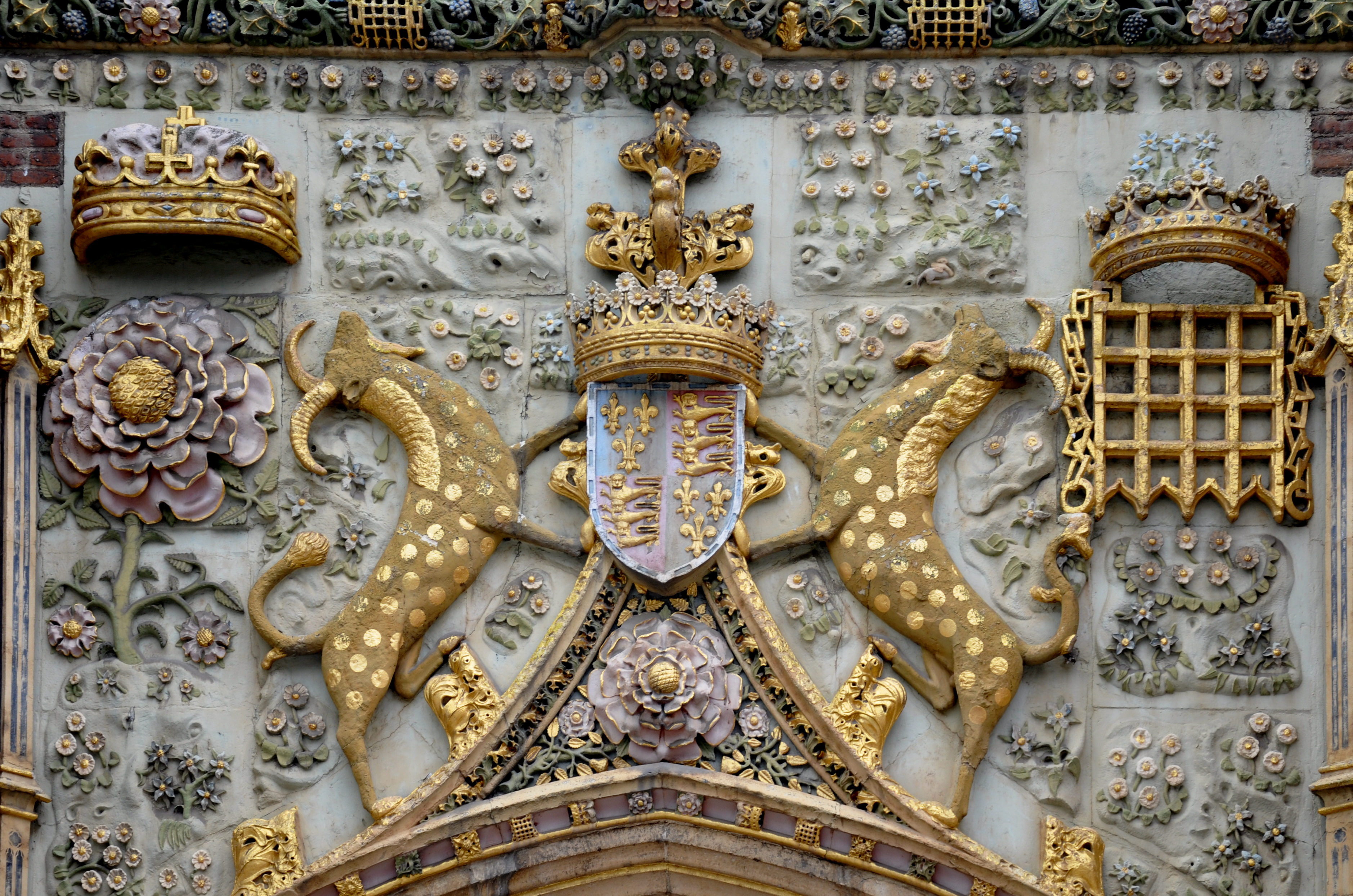
Dos eales flanqueando un escudo en la puerta del Saint John's College (Cambridge).

Se cita en la obra Naturalis Historia de Plinio el Viejo con la siguiente descripción:

[...] Apud eosdem et quae vocatur eale, magnitudine equi fluviatilis, cauda elephanti, colore nigra vel fulva, maxillis apri, maiora cubitalibus cornua habens mobilia, quae alterna in pugna sistit variatque infesta aut obliqua, utcumque ratio monstravit.

En español:

[...] Entre la misma gente también se encuentra el eale que es del tamaño de un hipopótamo, tiene cola de elefante, color negro o leonado (amarillo), mandíbula de jabalí y cuernos móviles que miden más de un codo que yergue de forma alterna en la lucha y los presenta para atacar o los inclina hacia atrás según le convenga.

Posteriormente Solino también incluirá una versión del eale en su Collectanea rerum memorabilium:

[...] Est et eale, alias ut equus, cauda elephanti, nigro colore, maxillis aprugnis, praeferens cornua ultra cubitalem modum longa ad obsequium cuius velit motus accommodata: neque enim rigent sed moventur, ut usus exigit proeliandi: quorum alterum cum pugnat protendit, alterum replicat, ut si ictu aliquo alterius acumen offenderit, acies succedat alterius, hippopotamis comparatur: et ipsa sane aquis fluminum gaudet..

En español:

[...] También está el eale, por lo demás como un caballo, cola de elefante, color negro, su maxilar como un jabalí, exhibiendo cuernos de más de un codo de largo, adecuados para cualquier servicio que desee, porque no son rígidos, sino que se mueven de acuerdo con las demandas de la lucha: saca uno cuando lucha y enrolla el otro, que si por un golpe la punta de uno se embota, el otro puede tomar su lugar. Es comparado con el hipopótamo y, a decir en verdad, se deleita en las aguas de los ríos.